# タカトシラベ
『タカトシラベ』は、2009年10月9日（金曜） 19:00 - 19:57に関西テレビで放送されたバラエティ番組。3か月後の2010年1月2日（土曜） 23:40 - 25:10には続編の『タカトシラベプレミアム』が放送された。

## 概要
5組の芸能人たちが気になる事柄を自らの目で確認・体感するためにロケに出る模様を放送していた特別番組。
放送するVTRは事前に一般人たちから取ったアンケートのランキングによって決められ、得点順に2位から放送。最下位だったVTRはテレビでは放送されずにお蔵入りになったが、代わりに番組公式サイトで動画配信された。

## 出演者

### MC
- タカアンドトシ（タカ・トシ）

### 芸能人シラベラー
第1回
- 高橋ジョージ（THE 虎舞竜）
- たむらけんじ
- ブラックマヨネーズ（小杉竜一・吉田敬）
- ハリセンボン（箕輪はるか・近藤春菜）
- misono

第2回
- ほっしゃん。
- ロザン（菅広文・宇治原史規）
- フットボールアワー（後藤輝基・岩尾望）
- ハリセンボン（近藤春菜・箕輪はるか）
- ギャル曽根
- ブラックマヨネーズ（吉田敬・小杉竜一） - 「勝手に投稿シラベラー」のみに出演。

### ナレーター
- 藤沢としや
- 橋本のりこ

## スタッフ

### 第2回
- 構成：佐久間貴司、根宜利彰、野口勉
- リサーチ：小松照昌、鈴木一史
- TD：西村武純（KTV）
- CAM：小林知司
- AUD：高橋敬
- 照明：四之宮伸恭
- VE：小野寺毅
- PA：大阪共立
- 美術プロデューサー：池田和彦（KTV）
- デザイン：井内克信（レフティーデザイン）
- 美術制作：内藤佳奈子
- 美術進行：平山雄大
- 大道具制作：三瓶一美
- 大道具操作：杉山龍男
- アクリル装飾：石橋誉礼
- 電飾：森智
- 小道具：高田修司
- メイク：吉田みわ
- 編集：仁部貴史、岡田秀夫
- MA／音効：三木直彦
- タイトル：タイトルエイト
- ロゴデザイン：こさかわたる
- CG：デュマデジタル
- 編成：金谷卓也（KTV）
- 宣伝：原澄子（KTV）
- FD：松本洋子（第1回ではAD）、丸谷亜由美（Devotion、第1回ではAD）
- AD：小口馨・泉雄介（2人ともKTV）
- ディレクター：辻本賀一（ブリッジ）、高山浩児（メディアプルポ）、森脇芳史（東通企画）、秀島光樹（パワーステーション）、稲子太輔（クラッチ.）
- 演出：梅田一路（KTV）、宮内宏輔（クラッチ.）
- プロデューサー：杉浦史明（KTV）
- 技術協力：共同テレビジョン、共立、イングス、戯音工房
- 美術協力：フジアール
- 収録スタジオ：レモンスタジオ
- スタッフ協力：クラッチ.、メディアプルポ、ブリッジ、Devotion、パワーステーション
- 制作協力：吉本興業
- 制作著作：関西テレビ

### 途中まで参加したスタッフ
- 演出：谷口博邦（KTV、第1回）
- CAM：油野邦彦（KTV、第1回）
- MIX：筒井亨（KTV、第1回）
- 照明：中島啓（KTV、第1回）
- 電飾：太田真由美（第1回）
- タイトル：新開融（第1回）
- イラスト：画屋（第1回）